# Владимировка (Ордо-Василевский сельский совет)
Владимировка (укр. Володимирівка) — село,
Ордо-Василевский сельский совет,
Софиевский район,
Днепропетровская область,
Украина.
Код КОАТУУ — 1225286602. Население по переписи 2001 года составляло 97 человек .

## Географическое положение
Село Владимировка находится на расстоянии в 1 км от села Мотина Балка и в 1,5 км от села Завьяловка.
По селу протекает пересыхающий ручей с запрудой.
Рядом проходит железная дорога, станция Завьяловка.